# Dyocerasoma biokovense
Dyocerasoma biokovense är en mångfotingart som beskrevs av Mrsic 1986. Dyocerasoma biokovense ingår i släktet Dyocerasoma och familjen knöldubbelfotingar. Inga underarter finns listade i Catalogue of Life.